# Jam (teatre)
JAM és una companyia de teatre catalana fundada el 2010 a Lleida per l'actor Jaume Jové i Martí. Realitza espectacles de teatre gestual per a tots els públics, on l'humor i les emocions en són la part fonamental. Inspirant-se en el clown tradicional i les arts de carrer, les creacions de JAM han viatjat als festivals més populars d'arreu del món.
Jové ha estat format professionalment en clown i bufó per pallassos i pedagogs reconeguts internacionalment com Àlex Navarro, Caroline Dream, Leo Bassi, Eric Davids, Philipe Gaulier, Christian Atanasiu, Avner Eisenberg i Jango Edwards, entre d'altres.

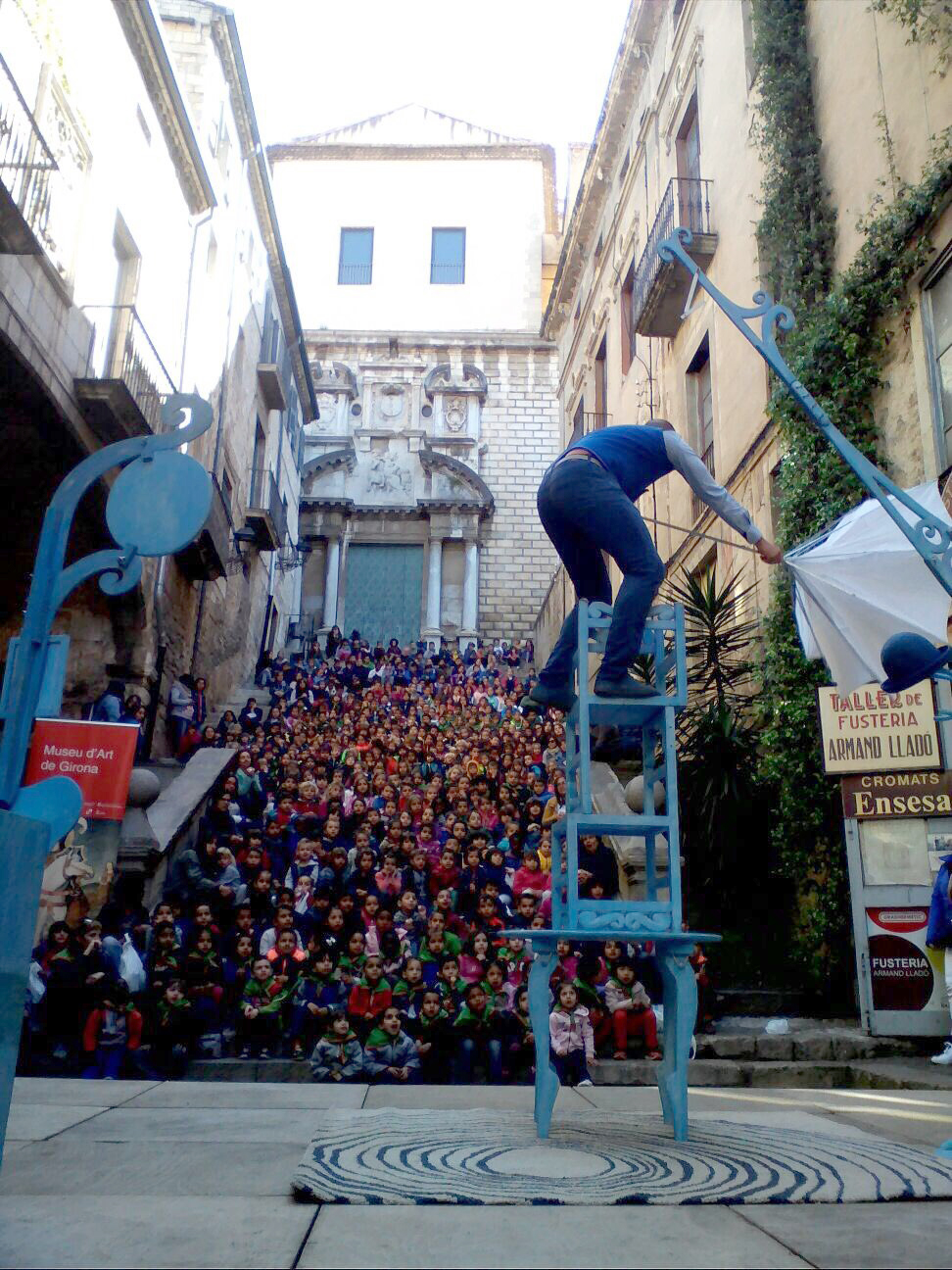
El Mêtre, espectacle de la companyia JAM, a Girona

## Espectacles
- 2011: Minute
- 2013: Glof
- 2014: El Mêtre, estrenat a Fira de Titelles de Lleida
- 2015: Babies, coproducció amb la companyia Fadunito
- 2016: Dragon ST
- 2018: Hats, estrenat a Fira de Titelles de Lleida[4]

## Premis
- Finalista amb l'espectacle El Mêtre al festival Gauklerfest de Koblenz (Alemanya).[3]
- Millor espectacle amb Humortal a l'Ansan Street Festival de Corea del Sud.[5]
- Pom d'Or, primer Premi del Jurat amb l'espectacle Minute al festival de teatre de carrer Senseportes.
- Millor actor al festival de curtmetratges de Nova York, amb el curtmetratge Pantomima, amb el paper de Tico.
- Millor actor al festival de curtmetratges de Salzburg, amb el curtmetratge Pantomima, amb el paper de Tico.